# ファンタジーアドベンチャー 長靴をはいた猫の冒険
『ファンタジーアドベンチャー 長靴をはいた猫の冒険』（ファンタジーアドベンチャー ながぐつをはいたねこのぼうけん）は、1992年にテレビ東京などで放送されたファンタジーアニメ。全26話。

## 概要
あらすじからわかるように、主人公たちは『長靴をはいた猫』と『眠れる森の美女』をベースにしており、クストたち3人が行く先々の舞台はいろいろな童話・伝説をベースにした世界になっている。『グリム童話』だけにかぎらず、『アンデルセン』、『イソップ寓話』、『千夜一夜物語』などいろいろな話からストーリーが抜粋された。最終回では旅の末に発見したザキルと最後の決着（和解）をつけ、サーラ姫を目覚めさせて幕を閉じた。
1991年3月時点で21話のアフレコが終了し、1991年中に放送開始予定だった。主題歌も1990年に発売済みだった。

## あらすじ
貧しい農家の子供ハンスが独立することになった。親の遺産として与えられたのは猫一匹だけ。魔法の靴を得て自らクストと名乗ったその猫はハンスの相棒となる。クストの計らいで王宮の王女サーラ姫と結婚が決まったハンス。妖精たちからも祝福を受けるが、使いの妖精ピエールのミスにより、一人だけ結婚式に招待されなかった者がいた。その名は妖精ザキル。怒ったザキルは報復として、サーラ姫に呪いをかけ百年の眠りにつかせてしまった。クスト・ハンス・ピエールの3人のザキル捜索退治の冒険が始まった。

## 登場キャラクター

### メインキャラクター
クスト
声 - 松本保典
主人公の黒猫。魔法の長靴の力で人の言葉を話し、二足で走ることもできる。剣を武器に悪人とも戦い、行く先々の事件を解決する際の知恵者としても活躍する
ハンス
声 - 山田栄子
百姓の少年。クストの働きで王様になるが、サーラ姫のためにクストと共に旅をする
ピエール
声 - 坂本千夏
もともとは妖精だったが、ザキルにハンスとサーラ姫の結婚招待をし忘れた罰としてネズミにされてしまう。クストに同行する。口癖は「××だっちゅーに」。
サーラ姫
声 - 本多知恵子
王宮の王女。ザキルの呪いによって100年の眠りにつかされる
ザキル
声 - 小宮和枝
悪魔のような外見をしている妖精。強大な魔力を持つ。結婚式に招待されなかったことを恨んでいる

### ゲストキャラクター
シンデレラ
声 - 天野由梨
白雪姫
声 - 川村万梨阿
人魚姫
声 - 矢島晶子
アラジン
声 - 藤田淑子
アリババ
声 - 富田晃介
ジャック
声 - 中尾隆聖
ドンキホーテ
声 - 八奈見乗児
アルドンサ
声 - 本多知恵子
サンチョパンサ
声 - 小宮山清
ジークフリート
声 - 飛田展男
ロートバルト
声 - 若本規夫
イワン（少年）
声 - 伊倉一恵
イワン（青年）
声 - 堀川亮
サブリナ姫
声 - 本多知恵子
雪の女王
声 - 榊原良子
ゲルダ
声 - 矢島晶子
カイ
声 - 野沢雅子
ヘンゼル
声 - 高乃麗
グレーテル
声 - かないみか
ウィリアムテル
声 - 田中秀幸
マッチ売りの少女
声 - 本多知恵子
ドラキュラ
声 - 青野武
ダルタニアン
声 - 森川智之
コンスタンス
声 - 本多知恵子

## スタッフ
- 企画・制作 - 榎善教
- 監督 - 石崎すすむ
- キャラクター - 白梅進
- 音楽 - 村上浩司
- 音楽制作協力 - ホリプロダクション
- プロデューサー - 神田豊
- 美術設定 - 小林七郎、大山哲史、井野部修
- 美術ボード - 宮前光春、秋保富恵、東條俊寿
- 撮影監督 - 沖野雅英
- 編集 - 鶴渕友彰
- タイトル - マキ・プロ
- 撮影 - ティ・ニシムラ
- 音響監督 - 田中英行
- 整音 - 池上信照
- 効果 - アニメサウンド
- 制作協力 - ライフワーク

※他、ノンクレジットでイタリアのテレビ局レイテ・イタリアが製作に参加している。

## 主題歌
オープニングテーマ「8ビートのエチュード」
歌 - 千葉美加（ソニーレコード）
作詞 - まさごろ、作曲 - REMOTE、編曲 - 梁邦彦
エンディングテーマ「Heart to Heart」
歌 - 千葉美加（ソニーレコード）
作詞 - まさごろ、作曲・編曲 - 梁邦彦

## 各話リスト
| 放送日        | 話数 | サブタイトル                | 脚本     | (絵コンテ) 演出     | 作画監督   |
| ------------- | ---- | --------------------------- | -------- | ------------------- | ---------- |
| 1992年 4月1日 | 1    | 長靴をはいた猫の誕生        | 山田隆司 | 石崎すすむ          | 丸山泰英   |
| 4月8日        | 2    | 祝福は百年の眠り            | 山田隆司 | 松浦錠平            | 高木信一郎 |
| 4月15日       | 3    | ガラスの靴のワルツ          | 山田隆司 | 鈴木吉男            | 杉山東夜美 |
| 4月22日       | 4    | 毒リンゴを食べないで!!      | 雪室俊一 | 川瀬敏文            | 進藤満尾   |
| 4月29日       | 5    | 人魚の海・七色の海          | 雪室俊一 | 知吹愛弓            | アベ正己   |
| 5月6日        | 6    | クスト、デザイナーになる?!  | 山田隆司 | 鈴木吉男            | 丸山泰英   |
| 5月13日       | 7    | 奪われた魔法のランプ        | 雪室俊一 | 松浦錠平            | 高木信一郎 |
| 5月20日       | 8    | 合い言葉は開けゴマ?!        | 山田隆司 | 川瀬敏文            | 杉山東夜美 |
| 5月27日       | 9    | 雲までのぼれ魔法の木        | 雪室俊一 | 知吹愛弓            | 進藤満尾   |
| 6月3日        | 10   | 走れ!!友情を賭けて          | 雪室俊一 | 鈴木吉男            | アベ正己   |
| 6月10日       | 11   | ラ・マンチャの夢騎士        | 山田隆司 | 大庭秀昭            | 丸山泰英   |
| 6月17日       | 12   | くしゃみ三回・死の予言      | 山田隆司 | 松浦錠平            | 高木信一郎 |
| 6月24日       | 13   | 湖に舞う恋の行方?           | 雪室俊一 | 知吹愛弓            | 進藤満尾   |
| 7月1日        | 14   | ある日突然、王子様?!        | 雪室俊一 | 鈴木吉男            | アベ正己   |
| 7月8日        | 15   | イワンと魔法の子馬          | 山田隆司 | 又野弘道            | 矢沢則夫   |
| 7月15日       | 16   | ふしぎなふしぎなバイオリン  | 雪室俊一 | 松浦錠平            | 高木信一郎 |
| 7月22日       | 17   | 氷の国の魔女                | 山田隆司 | 石崎すすむ          | 丸山泰英   |
| 7月29日       | 18   | 森の中のお菓子の家          | 雪室俊一 | 鈴木吉男            | 進藤満尾   |
| 8月5日        | 19   | 放たれた正義の矢            | 山田隆司 | 又野弘道            | 矢沢則夫   |
| 8月12日       | 20   | びっくり仰天!!王様の耳      | 山田隆司 | (石崎すすむ) 榊原純 | 進藤満尾   |
| 8月19日       | 21   | 史上サイテーの花嫁?!        | 雪室俊一 | 松浦錠平            | 高木信一郎 |
| 8月26日       | 22   | 題名は「マッチ売りの少女」  | 雪室俊一 | 石崎すすむ          | 丸山泰英   |
| 9月2日        | 23   | 動物言葉でしゃべれたら?!    | 山田隆司 | 鈴木吉男            | 進藤満尾   |
| 9月9日        | 24   | 吸血鬼にされたピエール!     | 山田隆司 | 又野弘道            | 矢沢則夫   |
| 9月16日       | 25   | あこがれの三銃士            | 雪室俊一 | 松浦錠平            | 高木信一郎 |
| 9月23日       | 26   | ザキル発見!サーラ姫のめざめ | 山田隆司 | 石崎すすむ          | 進藤満尾   |

## 放送局
| 対象地域   | 放送局     | 放送期間                      | 放送日時         |
| ---------- | ---------- | ----------------------------- | ---------------- |
| 関東広域圏 | テレビ東京 | 1992年4月1日 - 9月23日        | 水曜 7:00 - 7:30 |
| 熊本県     | テレビ熊本 | 1994年10月1日 - 1995年3月25日 | 土曜 8:00 - 8:30 |